# Jeff, Who Lives at Home
Pour plus de détails, voir Fiche technique et Distribution.
Jeff, Who Lives at Home est un film américain réalisé par Jay Duplass et Mark Duplass et sorti en 2011.

## Synopsis
A trente ans, Jeff vit toujours chez sa mère Sharon. Un jour, il reçoit un drôle coup de téléphone qu'il interprète comme un signe du destin. Décidé à bouleverser sa vie, Jeff aidé par son frère Pat va se rebeller contre ce monde impitoyable qui l'entoure.

## Fiche technique
- Réalisation : Jay Duplass et Mark Duplass
- Scénario : Jay Duplass et Mark Duplass
- Musique : Michael Andrews
- Image : Jas Shelton
- Montage : Jay Deuby
- Genre : Comédie
- Durée : 83 minutes[1]
- Dates de sortie :
  - 14 septembre 2011 (Festival international du film de Toronto)
  - Octobre 2011 : (Festival du film d'Austin)
  - 16 mars 2012 :  Canada,  États-Unis

## Distribution
- Jason Segel (VF : Didier Cherbuy) : Jeff
- Ed Helms (VF : David Krüger) : Pat
- Susan Sarandon (VF : Béatrice Delfe) : Sharon
- Judy Greer (VF : Anne Massoteau) : Linda
- Rae Dawn Chong : Carol
- Steve Zissis : Steve
- Evan Ross (VF : Jean-Michel Vaubien) : Kevin
- Benjamin Brant Bickham : TV Pitchman

## Nominations
- 2012 : nommé lors de la 13e cérémonie des Phoenix Film Critics Society Awards[2]